# スティーブ・ハフマン

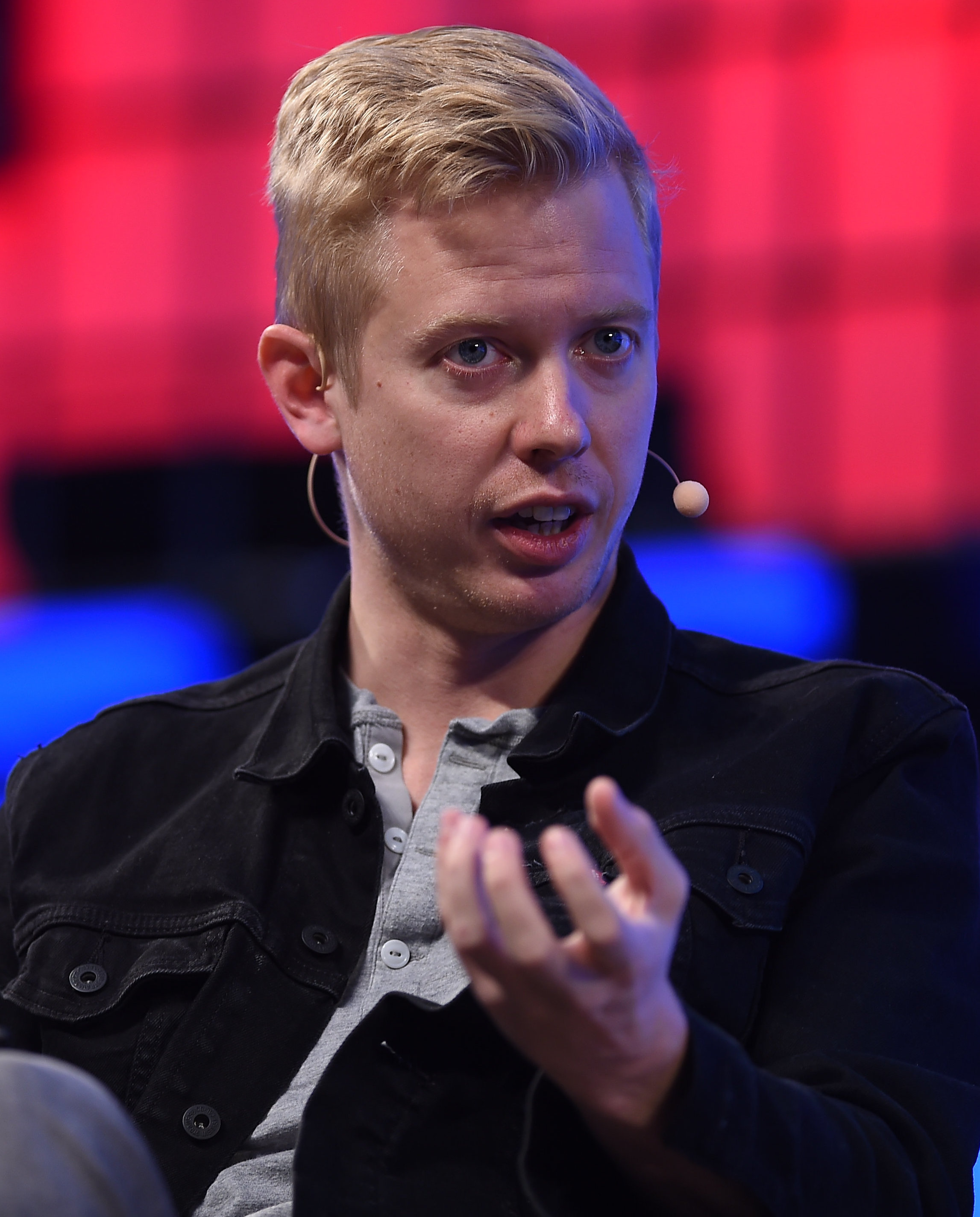
スティーブ・ハフマンがウェブサミットにいた時の様子

スティーブ・ハフマン （英語: Steve Huffman、1983年または1984年生まれ）は、Redditのユーザー名spez（/spɛz/）でも知られるアメリカ合衆国のウェブ開発者、起業家。
ソーシャルニュース＆ディスカッションサイトであるRedditの共同設立者兼CEOであり、世界トップ20にランクインしている。また、航空券検索サイトHipmunkを共同設立したが、2020年に閉鎖。

## 来歴

### 育ちと教育
スティーブ・ハフマンはバージニア州ウォレントンで育った。8歳でコンピュータのプログラミングを始める。2001年、バージニア州ザ・プレインズのウェイクフィールド・スクールを卒業。バージニア大学（UVA）ではコンピューターサイエンスを専攻し、2005年に卒業。

### キャリアと仕事
UVA大学4年生の春休み、ハフマンと大学のルームメイトであるアレクシス・オハニアンは、プログラマーであり起業家でもあるポール・グラハムの講演会に出席するため、マサチューセッツ州ボストンに車を走らせた。ハフマンは、ユーザーがSMSで食べ物を注文できるようにすることを目的とした、彼らのオリジナルのアイデア「My Mobile Menu」を思いついた。このアイデアは却下されたが、グラハムはハフマンとオハニアンにボストンで会い、別のスタートアップのアイデアを売り込むよう依頼した。このブレインストーミングの場で、グラハムが「インターネットのフロントページ」と呼ぶアイデアが生まれた。ハフマンとオハニアンはYコンビネーターの最初のクラスに受け入れられた。ハフマンはサイト全体をLispでプログラミングした。彼とオハニアンは2005年6月、Y Combinatorの資金提供を受けてRedditを立ち上げた。
サイトの利用者は最初の数ヶ月で急速に増加し、2005年8月までにハフマンは、習慣的な利用者ベースが非常に大きくなり、もはや彼自身がフロントページをコンテンツで埋める必要がなくなったことに気づいた。ハフマンとオハニアンは2006年10月31日、レディットをコンデナストに1000万ドルから2000万ドルで売却した。ハフマンは2009年までRedditに残り、CEO代行を辞めた。
2010年に作家でソフトウェア開発者のアダム・ゴールドスタインと旅行サイト「Hipmunk」を共同設立するまでの数ヶ月間、ハフマンはコスタリカでバックパッキングをした。Y Combinatorから資金提供を受けたHipmunkは2010年8月にローンチし、ハフマンはCTOを務めた。2011年、Inc.はハフマンを30歳以下の30人に選出。
2014年、ハフマンはRedditを売却するという彼の決断は間違いであり、サイトの成長は彼の期待を超えていたと述べた[23]。 2015年7月10日、RedditはEllen Paoの辞任[24]に伴い、同社にとって特に困難な時期にHuffmanをCEOとして雇用した[25]。 再加入後、Huffmanの最重要目標はRedditのiOSとAndroidアプリの立ち上げ、Redditのモバイルウェブサイトの修正、A/Bテストのインフラストラクチャの構築などであった。
Redditに復帰して以来、ハフマンはより良いモバイル体験やより強力なインフラ、新しいコンテンツガイドラインを含む多くの技術的改善を実施した。これには、暴力を扇動するコンテンツの禁止、ユーザーが不快に感じる可能性のある一部の素材の隔離、「Redditを......他のすべての人のために悪化させるためだけに存在する」コミュニティの削除などが含まれる。復帰直後、ハフマンは「アレクシスも私も、言論の自由の砦になるためにRedditを作ったのではなく、オープンで正直な議論ができる場所としてRedditを作ったのです」と書いた。The New YorkerやThe Vergeが指摘したように、オハニアンは2012年のインタビューで、Redditについて特に「言論の自由の砦」という表現を使っていた。
ハフマンはまた、サイトをより広告主にとって使いやすいものにし、サイト上で動画や画像をホストする取り組みを主導した。2016年後半、ハフマンはドナルド・トランプ支持者に人気のあるサブReddit、/r/The_Donaldの投稿を改ざんしたことで物議を醸した。Redditユーザーからの批判を受け、彼は変更を取り消し、謝罪を発表した。2017年、ハフマンはRedditのウェブサイトの再設計を主導し、10年ぶりとなるビジュアルの大幅なアップデートを行った。ハフマンは、サイトが「ディストピアのクレイグズリスト」のように見え、その時代遅れの外観が新規ユーザーを遠ざけていたと述べた。新サイトの開発には1年以上かかり、再設計は2018年4月に開始された。
2020年、フォーチュン誌は彼をテクノロジー部門の「40歳以下の40人」に選出した。

## 論争と批判

### コメント修正論争
2016年11月23日、ドナルド・トランプ専門のサブレディット「/r/The_Donald」のメンバーが、レディットの管理者がサブレディット内の複数のユーザーコメントを修正したことを示す証拠を投稿した。この投稿の後、ハフマンはコメント修正の責任を取り、"我々のコミュニティ・チームは私にかなり腹を立てているので、二度とこのようなことはしない "と書いた。彼の管理上の修正は、いくつかのコメントの中の特定の侮辱的なフレーズを変更し、あたかも侮辱が彼ではなくサブレディットのモデレーターに向けられたものであるかのように見せるというものだった。ハフマンはRedditの投稿で、いくつかのコメントを "いじった "が、"1時間以内に元のコメントに戻した "と書いている。2016年11月30日、ハフマン氏は/r/The_Donaldからの粘着投稿がr/allに表示されなくなることを発表し、コミュニティのモデレーターが「r/allへの投稿をパチンコのように、しばしば他のコミュニティと敵対するような方法で」行うためにこの機能を悪用していると述べた。

### ブラック・ライヴズ・マター（黒人の命を軽んじるな）
2020年6月1日、ハフマンはRedditのCEOとして「人間であることを忘れるな-黒人の命は重要だ」と題した公開書簡を発表し、プラットフォームにおける人種差別の話題を取り上げた。
元Reddit CEOのエレン・パオは、自身のTwitter公式プロフィール上のツイートでハフマンの手紙を非難し、Redditは長い間人種差別を容認しており、プラットフォームは「白人至上主義を収益化している」と述べた。人気のあるNBAとNFLのサブレディットはパオの意見に賛同し、そのセクションを24時間非公開にした。アレクシス・オハニアンは2020年6月5日に辞任し、黒人ディレクターとの交代を求め、公開書簡で最終的にレディットでのヘイトスピーチとヘイトコミュニティを禁止するよう求めた。

### 2023 API の変更
その他の情報: 2023年Reddit API論争
2023年4月、RedditはAPIルールの変更を発表した。一部のサードパーティアプリがAPIへのアクセスに課金し始めると発表されたことを受け、Apolloを含むいくつかのサードパーティアプリがサービスを停止すると発表した。発表された変更により、2023年6月12日に予定されているプラットフォーム全体での抗議活動が計画され、数千のサブレディットが48時間、一時的に非公開アクセスに切り替わるなどした。

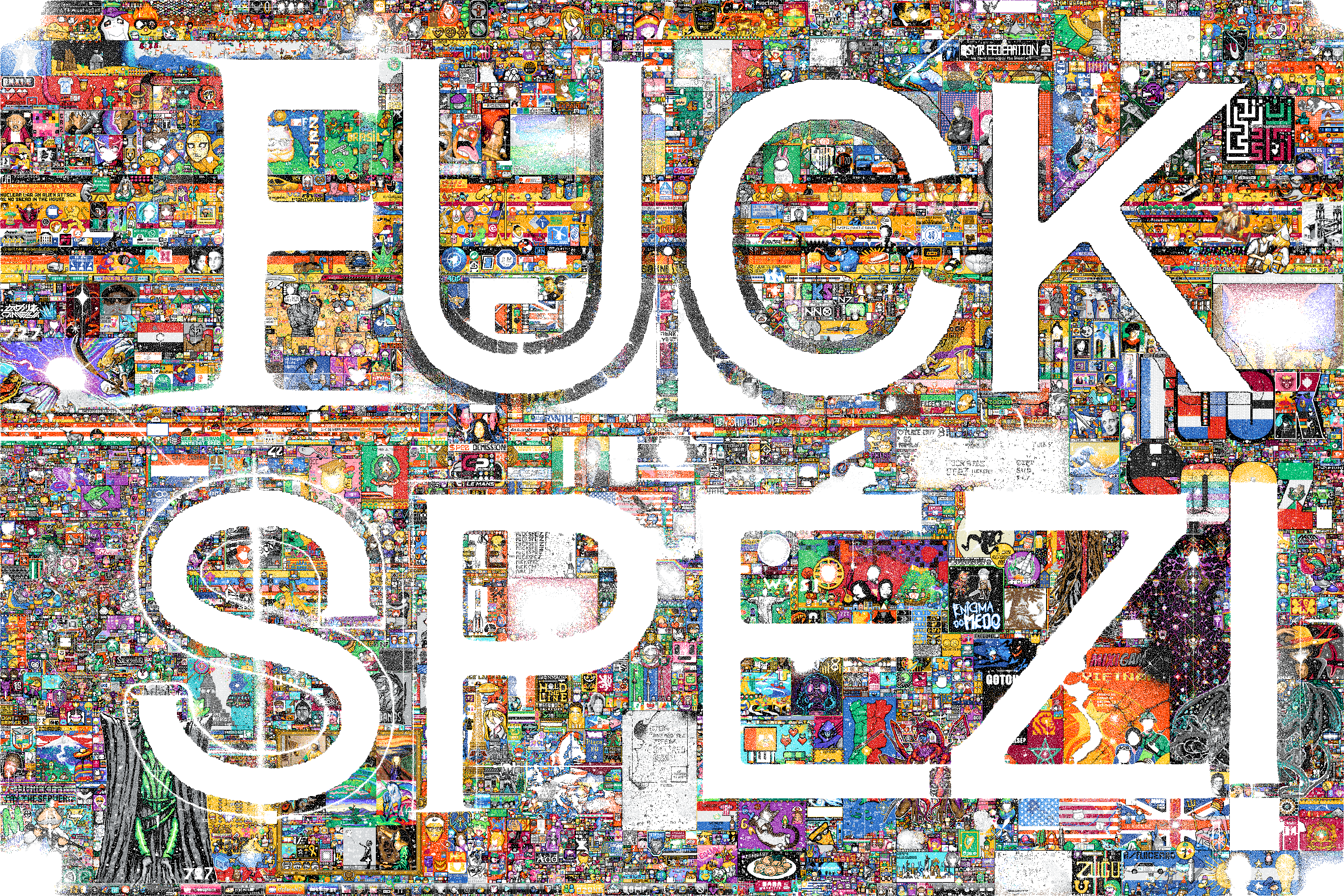
r/placeで「Fuck spez」が書かれた

「r/placeの2023年7月のキャンバスにRedditユーザーによって書かれた「Fuck spez!」
これに対し、ハフマンは2023年6月9日にAMA（Ask Me Anything）を開催した。The VergeのWes Davisによると、「ハフマンは一見普遍的な怒りに包まれた」「肯定的なコメントがあるとしても、私はそれを見つけられなかった」。 "AMAの中でハフマン氏は、2023年7月1日にReddit APIへのアクセスに対して一部のアプリに課金を開始し、Redditからの成熟したコンテンツへのサードパーティアプリのアクセスを制限する計画はまだ予定されていると述べた。
2023年7月、レディットはAPI変更論争の真っ只中に人気のr/placeエクスペリエンスをリニューアルし、ハフマンと彼のredditアカウント、u/spezに関するページで大規模な抗議を巻き起こした。"Fuck Spez!"というスローガンが繰り返し取り上げられ、他の言語で表現された同様の感情も目立っていた。

### ネット中立性活動
ハフマン氏はネット中立性規則の擁護者である。 2017年、ハフマン氏はニューヨーク・タイムズ紙に対し、ネット中立性の保護がなければ「インターネット・サービス・プロバイダーに勝者と敗者を選ぶ能力を与えることになる」と語った[。 Redditでハフマン氏は、ネット中立性への支持を表明し、ワシントンD.C.で選出された代表者に連絡するようRedditの利用者に促した。彼とRedditはネット中立性を擁護し続けると述べた。

## 個人生活
カリフォルニア州サンフランシスコ在住。ハックブライト・アカデミーなどのコーディング・ブートキャンプでプログラマー志望者を指導している。ハフマンはUdacityによるウェブ開発に関するeラーニングコースの講師を務めた。また、名誉毀損防止リーグの「テクノロジーと社会センター」の顧問を務めている。
ハフマンは社交ダンサーでもある。UVAでは、大学対抗戦に出場した。ハフマンは2009年に結婚したが、現在は離婚している。